# Khadr El-Touni
Khadr El-Touni   (El Caire, 15 de març de 1915 - Helwan, 22 de setembre de 1956) fou un aixecador egipci que va competir durant les dècades de 1930 i 1940.
El 1936 va prendre part en els Jocs Olímpics d'Estiu de Berlín, on guanyà la medalla d'or en la modalitat del pes mitjà del programa d'halterofília. Guanyà amb molta superioritat, superant als seus rivals per 35 km, sinó també al de la categoria del pers semipesant en 15 kg. El 1948, als Jocs de Londres, i després d'haver-se perdut els Jocs de 1940 i 1944 per culpa de la Segona Guerra Mundial, fou quart en la mateixa prova. Va competir malalt, sense fer cas dels metges que li recomanaven repòs i en acabar de competir hagué de passar pel quiròfan.
En el seu palmarès també destaquen quatre al Campionat del món d'halterofília, tres d'or, el 1946, 1949 i 1950, i una de bronze, el 1951, així com una medalla d'or als Jocs del Mediterrani de 1951. Durant la seva carrera esportiva va establir 16 rècords mundials.
Va morir el 1956 per una descàrrega elèctrica mentre feia una reparació a casa seva, a Helwan.